# Miguel Mármol
Miguel Mármol (* 4. Juli 1905 in Ilopango; † 25. Juni 1993 in San Salvador) war ein Gewerkschaftsaktivist aus El Salvador.

## Biografie
Mármols Großmutter war Tomasa Hernández und war fanatisch katholisch. Sein Großvater war Perfecto Mármol, der als Tagelöhner in einer Kaffeefinca arbeitete, bevor er in der Nähe von Santa Tecla ermordet wurde. Mármols Mutter hieß Santos. Als nicht mehr zu übersehen war, dass sie mit Miguel schwanger war, wurde sie von ihrer Mutter aus dem Haus geworfen. Wozu Mármol feststellte, dass Kinder, welche aus legalen und kirchlich geschlossenen Ehen stammen, in El Salvador in der Minderheit sind. Als Miguel Mármol acht Tage alt war, versuchte seine Mutter bei ihrer Mutter wieder Aufnahme zu finden. Sie hoffte, dass das Gesicht des kleinen Miguel Tomasa überzeugen würde. Mármol merkte dazu selbstkritisch an, dass er sein damaliges Gesicht als hässlich empfand. Statt Mitleid erweckte es Zorn bei Tomasa und sie warf die Tür so heftig zu, dass seine Mutter auf den Neugeborenen fiel und ohnmächtig wurde. Mármols Mutter hatte bei Mármols Geburt zwei Töchter, Pilar und Cordelia, welche sie um 1912 aus der Schule nehmen musste, damit sie zum Lebensunterhalt beitragen konnten.
In seiner Kindheit lebte Mármol in einem Baharequehaus. Mármol arbeitete ab 1916 als Fischer mit seinem Stiefvater auf dem Ilopagosee. Da dieser ihn bei der Arbeit misshandelte, wurde er von Miguels Mutter und Miguel verlassen.

### Kindheit bei der Guardia Nacional
Anschließend verdingte sich Mármol bei einem Posten der Guardia Nacional in der Nachbarschaft für 15 Centavos täglich. Er kannte das Reglement der Guardia Nacional in Theorie und Praxis, das Exerzieren in Formationen, die Kommandos und das Auseinandernehmen und Zusammensetzen des Gewehrs. Mármol entwickelte sich schon als Jugendlicher zum Fachmann als Schütze, in Waffenkunde, im Hindernislauf und Nahkampf. 1918 wurde Mármol mit 13 Jahren zur Abwehr des Aufstandes gegen Carlos Meléndez zur Fuerzas Armada de El Salvador rekrutiert.
Miguel Mármols Vetter Antonio Mármol wurde Kadett auf der Escuela Politécnica und beteiligte sich am Aufstand vom 16. Februar 1922, in dessen Folge die Escuela Politécnica in El Salvador geschlossen wurde.

### Ilopango
Die Stadt Ilopango, Mármols Geburtsort, 16 km östlich der Hauptstadt San Salvador am Ilopango-See (Lago de Ilopango) gelegen, ist wegen des dortigen Luftwaffenstützpunktes bekannt. Mármol berichtete über soziale Probleme nach der Errichtung der Luftwaffenbasis und der Garnison.
Er beteiligte sich an der Organisation des Protestes der Fischer vom Lago de Ilopango, in dem u. a. eine Petition vorgebracht wurde, die sich gegen die Einfriedung der Ufergrundstücke wandte, welche die Ausübung des Fischfangs bedrohte. Die Gründungsversammlung der Kommunistischen Partei Salvadors fand an einem Strand des Ilopango-Sees statt; Miguel Mármol war eines ihrer Gründungsmitglieder.

### Federación Regional de Trabajadores Salvadoreños
Mármol lernte das Handwerk des Schuhmachers. Mármol trug wesentlich zur Bildung der Gewerkschaft Federación Regional de Trabajadores Salvadoreños (FRTS) 1924 bei. In El Salvador herrschte eine handwerkliche Schuhproduktion vor, in welcher die Schuhmacher einen hohen Organisationsgrad hatten.
1930 war Mármol zusammen mit Modesto Ramírez Delegierter auf dem V. Kongress der Profintern, in Moskau. Vier Tage vor Reiseantritt war Mármols Mutter gestorben. Sie reisten über Puerto Barrios, mit der MS Rügen über Puerto Limón, Cartagena (Kolumbien), nach Hamburg, Am 1. August 1930 nahm Mármol an einem Umzug in Hamburg mit Albert Walter teil. Die deutschen Behörden wollten keine Visa für die Ausreise in die Sowjetunion ausstellen, deshalb wurden die Delegierten mit einem Container auf einen sowjetischen Frachter gebracht und reisten auf diesem nach Leningrad. Die Rückreise führte über Paris.

### La Matanza
Im Januar 1932 wurde Miguel Mármol in einer Gefangenengruppe auf einem Lastkraftwagen an einen Ort bei Ilopango gebracht. Die Gruppe wird zum Füsilieren aufgestellt und das Feuer eröffnet. Im Scheinwerferlicht des Lkws wurde Marmol für tot gehalten. Miguel Mármol überlebte schwer verletzt..
Miguel Mármol war einer der wenigen Zeugen, welche wagten von dem Massaker von 1932 zu berichten. Mármol berichtete, dass in Armenia, Sonsonate ein General Pinto persönlich 700 Bauern ermordete, welche von den Regierungstruppen verhaftet worden waren. Die Soldaten zwangen die Gefangenen ihre Gräber selbst auszuheben, später kam der General und ermordete sie mit seiner Pistole. In der Kaserne von San Miguel befahl General Ochoa, Militärgouverneur von San Miguel den knienenden Gefangenen: »Riech hier an der Pistole!« und erschoss sie.
Mármol berichtete von der Ermordung von Feliciano Ama in Izalco.
Aus Ahuachapán berichtete Mármol, ein Chauffeur, dass er am 25. oder 26. Januar 1932 mit vorgehaltener 45", gezwungen wurde mit einem Lkw über Menschen zu fahren.
Bei La Matanza, der Schlächterei wurden in El Salvador mehr als 30.000 Menschen ermordet, das waren mehr als 2,5 Prozent der damaligen Bevölkerung.
Mármol wurde 1933 verhaftet. Die Sicherheitskräfte ließen seine Angehörigen über seinen Haftort im Ungewissen.

### Union Nacional de Trabajadores Salvadorenos
Nach seiner Freilassung beteiligte sich Mármol an der Gründung eines Kollektivs zur Sandalenfertigung. Er trug wesentlich zur Bildung des Gewerkschaftsdachverbandes Union Nacional de Trabajadores Salvadorenos (UNTS) 1944 bei.
Ab 1945 war Mármol in Guatemala im Exil.

### Treffen mit Roque Dalton
Im Mai 1966 gab Mármol in Prag Roque Dalton einen Lebensbericht, nach welchem Dalton die Biografie Miguel Mármol, Los sucesos de 1932 en El Salvador schrieb.
Marmol war als Vertreter der Partido Comunista de El Salvador auf einem Parteitaghopping. Er kam vom XXIII. Parteitag der KPdSU und machte Station auf dem XIII Parteitag der Komunistická strana Československa.
Miguel Mármol starb mit 88 Jahren an Lungenentzündung.